# Периліо
Пери́ліо (Schoeniophylax phryganophilus) — вид горобцеподібних птахів родини горнерових (Furnariidae). Мешкає в Південній Америці. Це єдиний представник монотипового роду Периліо (Schoeniophylax).

## Опис

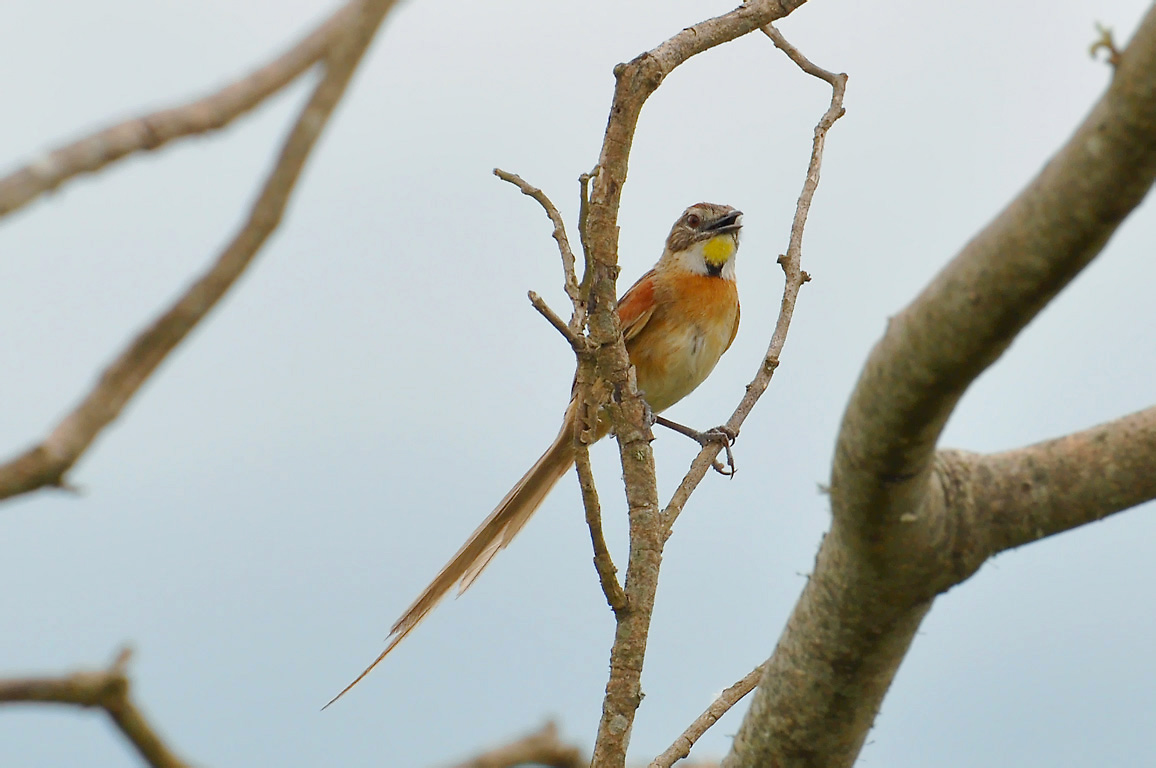
Периліо (Аррою-Гранді, штат Ріо-Гранде-ду-Сул, Бразилія))

Довжина птаха становить 20—21 см, вага 15—22,5 г. Верхня частина тіла і крила коричневі, поцятковані чорними смугами, тім'я і плечі рудувато-коричневі, над очима білі «брови». На підборідді жовта пляма. Горло чорне в центрі і біле з боків. Груди коричневі, живіт білий, хвіст довгий, роздвоєний.

## Підвиди
Виділяють два підвиди:
- S. p. phryganophilus (Vieillot, 1817) — східна Болівія, південно-західна і південна Бразилія, Парагвай, північно-східна і північна Аргентина (на південь до Буенос-Айреса), Уругвай;
- S. p. petersi Pinto, 1949 — схід центральної Бразилії (північ Мінас-Жерайсу, захід Баїї, схід Гоясу, зафіксовані також на півночі Піауї).

## Поширення і екологія
Периліо мешкають в Болівії, Бразилії, Аргентині, Парагваї і Уругваї. Вони живуть на відкритих місцевостях, порослих чагарниками і деревами, в тропічних і галерейних лісах, на болотах. Зустрічаються на висоті до 500 м над рівнем моря.

## Поведінка
Периліо зустрічаються парами або невеликими зграйками. Живляться комахами та їхніми личинками. Гніздо велике, пляшкоподібне з довгим трубкоподібним горизонтальним входом, робиться з гілочок, розміщується на деревах або в чагарникових заростях. У кладці 4—5 білих яєць. І самиці, і самці доглядають за пташенятами.